# パニック (小説)
『パニック』は開高健の短編小説。1957年に『新日本文学』誌に発表され「毎日新聞」書評で平野謙に称賛されて注目を集めた。
大量繁殖したネズミの処置を通して、保身に汲々とする役人の無能と愚かさを痛烈に風刺した作品。作品を通じて、組織の中にある人間について考究されている点に特色がある。

## あらすじ
県庁山林課の職員俊介は、飼育室で課長にイタチがネズミ駆除に有効であることを実演して見せた。発端は去年の秋、この地方では120年ぶりに一斉にササが花を開き実を結んだ。ササは救荒植物の一つで、この実をめざして田畑や林から集まったあらゆる野ネズミによる鼠害の恐れを、俊介は上司に訴えるが杞憂だとして却下された。年が明け雪どけと共に、巣穴から流れだすネズミの恐慌が現実となる。
やがて山林課に鼠害の苦情や陳情書が殺到する。近隣でも植栽林が禿げあがり、田畑では撒かれた麦がネズミのためにまったく発芽しなかった。山林課は緊急に鼠害対策委員会を設け、俊介の意向で近県の動物業者からネズミの天敵であるイタチやヘビを買いマークを付けて山野に放ちワナを仕掛ける。殺鼠剤を業者から買い集めて村に配る計画を立てたが、ネズミの数は予想以上に多く対策はまるで効果がなかった。しだいに人々はネズミを媒介とした伝染病の脅威に怯え始め、町の医師は誇大妄想に陥った患者の対応に追われた。
恐慌は県政にも波及し、野党がこぞって官僚・知事の失策・不作為を非難した。この騒動の渦中で追加で購入したイタチに、以前購入した時にマークを付けて山に放ったイタチが含まれているという不正問題が発覚する。つまり業者が一度売ったイタチを、山で捕獲して再度売りつけたのである。俊介はその動物業者との取引停止を課長に訴えるが、彼は業者と癒着関係にあるのだった。その夜、俊介は課長に呼ばれて料亭に出向いた。そこへ局長も現れて俊介にラジオと新聞で鼠害対策委員会の解散発表と、鼠害が終息したという印象操作の情報を流すという要求を吞まされる。俊介は課長から、知事は俊介を東京本庁へ異動してもらう方針だと告げられた。
その夜、泥酔して自宅に帰った俊介を待ちうけていた農学者の車に乗せられて、ネズミが大移動していることを聞かされる。車はネズミを追って山道を登り、明け方近くの湖の中へネズミの大群が次々と飛び込む奇怪な光景を目撃した。恐慌は終息への光が射したが、俊介は帰りの車の中で夜明けの街道を歩く一匹のやせてよごれた野良猫を見て、わびしさの混じった満足感から「やっぱり人間の群れに戻るより仕方ないじゃないか」と呟いた。

## 主な登場人物
- 俊介　山林課の公務員
- 局長　ネズミ騒動の矮小化を主導する
- 山林課長　資材課から移って間もない俊介の上司
- 研究課長　俊介に鼠害の恐れを警告する農学者

## 収録書籍
- 1958年 『裸の王様』文藝春秋新社
- 1958年『創作代表選集 第21巻 (昭和三十二年後期)』大日本雄弁会講談社
- 1960年『裸の王様・流亡記:他二編』角川文庫
- 1960年『パニック・裸の王様』新潮文庫
- 1960年『新選現代日本文学全集 第33巻 (戦後小説集 第2巻)』筑摩書房
- 1961年『新鋭文学叢書 第11巻 (開高健集)』筑摩書房
- 1962年『新日本文学全集 第11巻 (開高健・大江健三郎』集英社
- 1963年『角川版昭和文学全集 第29巻 (開高健・大江健三郎』角川書店
- 1965年『日本文学全集 第72巻 (名作集 第4巻 昭和篇下)』新潮社
- 1966年『われらの文学 第19巻 (開高健)』講談社
- 1968年『日本文学全集 第76巻 (石原慎太郎・開高健・大江健三郎)』中央公論社
- 1969年『日本現代文学全集 第106巻 (現代名作選 第2巻)』講談社
- 1971年『日本文学全集 カラー版50 (島尾敏雄・井上光晴・開高健)』河出書房新社
- 1971年『新潮日本文学 第63巻 (開高健集)』新潮社
- 1972年『現代日本文学大系 第84巻 (花田清輝・杉浦明平・開高健・小田実)』筑摩書房
- 1973年『開高健全作品 小説2』新潮社
- 1973年『日本の文学 第76巻 石原慎太郎・開高健・大江健三郎)』(アイボリーバックス) 中央公論社
- 1977年1月『現代日本文学 第34巻 (開高健・大江健三郎)』筑摩書房
- 1980年1月『現代短編名作選5 (1955 - 1957)』講談社文庫
- 1981年10月『人生の読本』集英社文庫
- 1988年7月『昭和文学全集 第22巻 (中村真一郎・井上光晴・開高健・北杜夫・三浦朱門)』小学館
- 1991年11月『開高健全集 第1巻』新潮社
- 2009年2月『裸の王様 (改版)』角川文庫
- 2019年1月『開高健短編選』岩波文庫